# 번시 만족 자치현

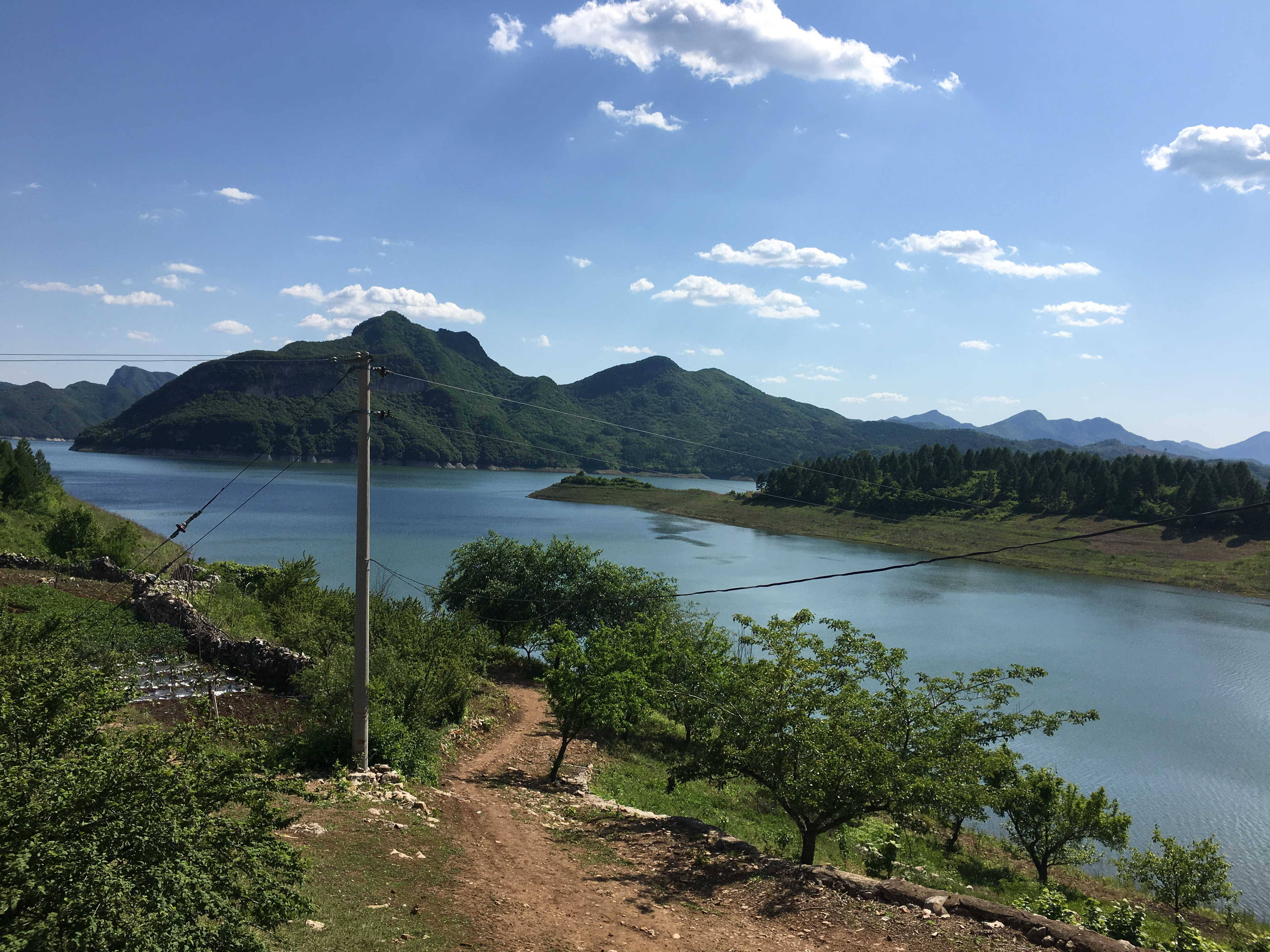

번시 만족 자치현(한국어: 본계만족자치현, 중국어: 本溪满族自治县, 병음: Běnxī Mǎnzú Zìzhìxiàn, 만주어: ᠪᡝᠨᠰᡳ
ᠮᠠᠨᠵᡠ
ᠪᡝᠶᡝ
ᡩᠠᠰᠠᠩᡤᠠ
ᠰᡳᠶᠠᠨ Bensi Manju Beye Dasangga Siyan)는 중화인민공화국 랴오닝성 번시 시의 행정구역이다. 넓이는 3362km2이고, 인구는 2020년 기준으로 300,000명이다.

## 행정 구역
10개 진, 1개 향을 관할한다.
- 진: 小市镇, 草河掌镇, 草河城镇, 草河口镇, 连山关镇, 高官镇, 清河城镇, 田师付镇, 南甸子镇, 碱厂镇.
- 향: 东营坊乡.